# Gerd Stein
Gerd Stein (* 14. Dezember 1941 in Oberhausen) ist ein deutscher Politik- und Erziehungswissenschaftler.

## Leben
Stein studierte von 1961 bis 1964 Pädagogik (Lehramt) an der Pädagogischen Hochschule Dortmund und an der Universität Hamburg. Nach beiden Staatsexamina war er von 1964 bis 1969 als Lehrer tätig. Von 1970 bis 1973 studierte er Politikwissenschaft, Erziehungswissenschaft und Philosophie (Diplom-Pädagoge) an der Ruhr-Universität Bochum und der Pädagogischen Hochschule Ruhr. 1977 wurde er in Politikwissenschaft mit der Dissertation Schulbuchwissen, Politik und Pädagogik. Untersuchung zu einer praxisbezogenen und theoriegeleiteten Schulbuchforschung zum Dr. paed. promoviert. 1980 folgte die Habilitation in Erziehungswissenschaft an der Gerhard-Mercator-Universität/GH Duisburg.
An der Fakultät für Gesellschaftswissenschaften wurde er Akademischer Rat und zum außerplanmäßigen Professor für Politik- und Erziehungswissenschaft ernannt. Ab 1977 war er Direktor des Instituts für Schulbuchforschung, das unter Leitung des Politikwissenschaftlers Horst E. Schallenberger sowie unter Beteiligung einer Reihe von Wissenschaftlern verschiedener Fachdisziplinen an der damaligen Universität-Gesamthochschule Duisburg gegründet wurde. Er forschte u. a. in den Bereichen Erziehungswissenschaft, Bildungspolitik und Politikdidaktik. Seit 2005 ist er emeritiert.

## Schriften (Auswahl)
- Plädoyer für eine politische Pädagogik. Ein Beitrag zum Gespräch zwischen Erziehungswissenschaft und Politikwissenschaft. Henn, Ratingen 1973, ISBN 3-450-20010-0.
- hrsg.: Theorie und Praxis schulischer Reformen im Spannungsfeld von Pädagogik und Politik. Beiträge zu Wert- und Zielproblematik gegenwärtiger Bildungskonzeptionen. Henn, Kastellaun 1975, ISBN 3-450-20019-4.
- hrsg. mit Siegfried Jenkner: Zur Legitimationsproblematik bildungspolitischer Entscheidungen. Universitäts- und Schulbuchverlag, Saarbrücken 1976, ISBN 3-450-09902-7.
- Schulbuchwissen, Politik und Pädagogik. Untersuchung zu einer praxisbezogenen und theoriegeleiteten Schulbuchforschung. Henn, Kastellaun 1977, ISBN 3-450-20908-6.
- hrsg.: Schulbuch-Schelte als Politikum und Herausforderung wissenschaftlicher Schulbucharbeit. Analysen und Ansichten zur Auseinandersetzung mit Schulbüchern in Wissenschaft, pädagogischer Praxis und politischem Alltag. Klett-Cotta, Stuttgart 1979, ISBN 3-12-926921-5.
- hrsg.: Kritische Pädagogik. Positionen und Kontroversen. Hoffmann und Campe, Hamburg 1979, ISBN 3-455-09238-1.
- Ansätze und Perspektiven kritischer Erziehungswissenschaft. Klett-Cotta, Stuttgart 1980, ISBN 3-12-936930-9.
- Philister – Kleinbürger – Spießer. Normalität und Selbstbehauptung. Fischer Taschenbuch, Frankfurt am Main 1985 (= Kulturfiguren und Sozialcharaktere des 19. und 20. Jahrhunderts. Bd. 4), ISBN 3-596-25038-2.